# Pachycraerus posticepunctatus
Pachycraerus posticepunctatus är en skalbaggsart som beskrevs av Desbordes 1924. Pachycraerus posticepunctatus ingår i släktet Pachycraerus och familjen stumpbaggar. Inga underarter finns listade i Catalogue of Life.